# 他威·汶耶吉
他威·汶耶吉（RTGS：Thawi Bunyaket；1904年11月10日—1971年11月3日）泰国政治家和总理。
英国剑桥大学国王学院和法国格里尼翁高等农业学院（École nationale supérieure d'Agronomie de Grignon）毕业后，在泰国农业部担任政府官员。1932年6月24日，他加入人民党政变集团参加发动六二四政变，在銮披汶·颂堪元帅内阁任秘书长，1944年任宽·阿派旺内阁的教育部长。第二次世界大战结束时宽·阿派旺总理辞职，1945年8月31日他威被选为总理，组建第12届泰国政府。9月17日自由泰国运动的社尼·巴莫接任总理。1959年他沙立·他那叻元帅政府时期担任宪法起草委员会主席。